# Somerset (Texas)
Somerset es una ciudad ubicada en el condado de Béxar en el estado estadounidense de Texas. En el Censo de 2010 tenía una población de 1631 habitantes y una densidad poblacional de 314,24 personas por km².

## Geografía
Somerset se encuentra ubicada en las coordenadas 29°13′43″N 98°39′25″O / 29.22861, -98.65694. Según la Oficina del Censo de los Estados Unidos, Somerset tiene una superficie total de 5.19 km², de la cual 5.17 km² corresponden a tierra firme y (0.3%) 0.02 km² es agua.

## Demografía
Según el censo de 2010, había 1631 personas residiendo en Somerset. La densidad de población era de 314,24 hab./km². De los 1631 habitantes, Somerset estaba compuesto por el 79.34% blancos, el 0.55% eran afroamericanos, el 1.78% eran amerindios, el 0% eran asiáticos, el 0% eran isleños del Pacífico, el 16.13% eran de otras razas y el 2.21% pertenecían a dos o más razas. Del total de la población el 76.89% eran hispanos o latinos de cualquier raza.